# Station Hamburg-Tonndorf
Station Hamburg-Tonndorf (Haltepunkt Hamburg-Tonndorf) is een spoorwegstation in het stadsdeel Tonndorf van de Duitse stad Hamburg. Het station ligt aan de spoorlijn Lübeck - Hamburg en is geopend in 1934. Het station is in 2003, in het kader van het opheffen van de overwegen, volledig nieuw gebouwd. Vanaf toen heet het station Hamburg-Tonndorf, daarvoor van het Hamburg-Wandsbek Ost.

## Indeling
Het station telt één eilandperron met twee perronsporen. Het perron is voor een deel overkapt en te bereiken via een trap en een lift. Deze komt uit op een voetgangerstunnel onder de sporen, welke vanaf de straten Stein-Hardenberg-Straße en Studioweg. Aan de noordwestkant is er een entreegebouw met een kiosk, deze sluit aan op een plein voor het station. Dit is ingericht met een parkeerterrein, bushaltes en een taxistandplaats. Tevens is er een overdekte fietsenstalling. Dit plein is te bereiken vanaf de Stein-Hardenberg-Straße.

## Verbindingen
De volgende treinserie doet het station Hamburg-Tonndorf aan:
| Serie | Treinsoort                   | Route                                                                                       | Bijzonderheden                                                                |
| ----- | ---------------------------- | ------------------------------------------------------------------------------------------- | ----------------------------------------------------------------------------- |
| RB 81 | Regionalbahn (DB Regio Nord) | Hamburg Hbf – Hamburg-Tonndorf – Hamburg-Wandsbek – Ahrensburg – Bargteheide – Bad Oldesloe | 2x per uur Hamburg - Bargteheide, 4x per uur in de spits Hamburg - Ahrensburg |

0,0: Lübeck Hbf ·
7,5: Reecke-Niendorf ·
15,8: Reinfeld (Holst) ·
23,9: Bad Oldesloe ·
30,0: Kupfermühle ·
35,4: Bargteheide ·
39,9: Ahrensburg-Gartenholz ·
42,4: Ahrensburg ·
51,0: Hamburg-Rahlstedt Bbf ·
51,7: Hamburg-Rahlstedt ·
54,4: Hamburg-Tonndorf ·
58,2: Hamburg-Wandsbek ·
59,7: Hamburg Hasselbrook ·
62,3: Hamburg Berliner Tor ·
Hamburg Lübecker Bf ·
63,9: Hamburg Hbf